# Angelo Lecchi
Angelo Lecchi (né le 13 décembre 1966 à Verdello, dans la province de Bergame, en Lombardie) est un coureur cycliste italien.

## Biographie
Professionnel de 1988 à 1997, Angelo Lecchi a remporté Milan-Vignola et la Coppa Placci en 1994.

## Palmarès
- 1989
  - 1re étape du Tour des Pouilles
  - Tour des Pouilles

- 1994
  - Milan-Vignola
  - Coppa Placci
  - 3e du Tour du Latium

- 1995
  - 2e de Milan-Vignola
  - 2e des Trois vallées varésines

## Résultats sur les grands tours

### Tour de France
2 participations
- 1995 : abandon (12e étape)
- 1997 : abandon (9e étape)

### Tour d'Espagne
2 participations
- 1993 : abandon
- 1996 : 27e

### Tour d'Italie
5 participations
- 1988 : 29e
- 1989 : 78e
- 1990 : 14e
- 1996 : abandon
- 1997 : 56e